# Orc Attack
Orc Attack, sottotitolato You Against the Hordes in alcune edizioni, è un videogioco d'azione pubblicato nel 1983 per Atari 8-bit e nel 1984 per Commodore 64 e ZX Spectrum dalla Creative Sparks, un'etichetta del gruppo britannico Thorn EMI (un'edizione per Atari uscì anche direttamente come Thorn EMI Video). Consiste nel difendere la parete di un castello dall'assedio di soldati orchi. Trae ispirazione da Siege di Mike Singleton.
Nel 1993 circa uscì un remake gratuito per Amiga intitolato Ork Attack: The Return, realizzato in AMOS BASIC; nel 2005 ne uscì anche una conversione per Windows.

## Modalità di gioco
Il giocatore controlla un soldato medievale che può muoversi solo orizzontalmente lungo il camminatoio del castello, dietro i merli, in cima allo schermo.
Un esercito di fanti orchi che sopraggiungono in continuazione dà l'assalto al muro e per completare il livello il soldato deve sconfiggerli tutti prima di essere ucciso.
Gli orchi piazzano delle scale a pioli, impilandole un pezzo alla volta, per risalire il muro. Quando un orco riesce ad arrivare in cima, rimane sulla scala e da lì può attaccare il soldato quando passa o il merlo che ha davanti, demolendolo gradualmente. Gli orchi che si trovano a terra attaccano anche con balestre lanciando frecce verso l'alto, che però vengono respinte se colpiscono un merlo. Il soldato ha due vite e può subire diversi attacchi prima di morire decapitato.
Per uccidere gli orchi il protagonista ha a disposizione alcune armi, che compaiono alle due estremità del camminatoio (solo a una, quando il gioco si fa più difficile) e devono ogni volta essere raccolte prima di poterle usare. Le prime armi ad apparire sono delle rocce, da raccogliere una alla volta e gettare giù in verticale per eliminare nemici e scale. Per poter gettare le rocce bisogna sporgersi negli spazi tra i merli; se la scala è seminascosta dal merlo può essere necessario un posizionamento preciso per colpirla. Per mirare meglio, il giocatore ha la possibilità di muovere più lentamente il soldato tenendo premuto il pulsante di fuoco.
Quando gli orchi arrivano ai merli compare la spada, da raccogliere per ucciderli in corpo a corpo.
Infine, solo quando è pronto, compare l'olio bollente, che una volta gettato causa un incendio che elimina tutti i nemici ponendo fine al livello.
Andando avanti ci sono anche livelli con assalitori diversi dagli orchi. Uno stregone evoca degli spiriti dall'aspetto di teschi fluttuanti, che da terra salgono verso l'alto e danneggiano i merli; il difensore può usare le rocce per fermarli. Si incontrano poi giganti che si materializzano e lanciano saette e gli Stone Wart in grado di arrampicarsi direttamente sul muro.